# Língua hmar
A língua "Hmar" pertence ao ramo Sinlung (Zo People) da família das línguas tibeto-birmanesas. Os falantes da língua são também conhecidos como Hmar. De acordo com o Censo 2011 oficial da Índia, há cerca de 100 mil falantes Hmar em Assam, 60 mil em Manipur, 3 mil em Tripura, 10 mil em Meghalaya, 50 mil em Mizoram, embora a maioria dos Hmars em Mizoram fale Duhlian.
Hmar é uma língua reconhecida no currículo escolar de Assam, Manipur e Mizoram, e também recentemente reconhecida como uma das “línguas indianas modernas” (MIL) na Universidade Manipur. Assam também incluiu Hmar como um MIL em seu programa de matrícula de 2005. Tanto a Universidade de Manipur como a de Assam University (Silchar) também permitiu que o Hmar fosser estudado como Língua Hindu Moderna no nível de Graduação.

## Escrita
O Hmar usa o alfabeto latino.

## Geografia
Hmar é falada nos seguintes locais (conforme Ethnologue).
- Assam: distritos Dima Hasao (antigo (North Cachar) e Cachar]
- Sul de Manipur: Tipaimukh, Churachandpur] (35 vilas)
- Mizoram: distrito Aizawl, Tripura

Embora os falantes de Hmar estejam dispersos numa vasta área Mizoram, Manipur, Meghalaya, Tripura, Chittagong e montanhas e distritos de Cachar do estado de Assam, Índia, não parece haver nenhuma distinção de dialetos. Não há assentamento homogêneo de falantes exclusivos de Hmar. Em Manipur, o Hmar exibe uma inteligibilidade mútua parcial com dialetos de Kukish da área que inclui as línguas Thadou, Paite, Vaite, Vaiphei, Simte, Kom (da Índia) e línguas Gangte.